# Руайе, Анри
Анри Поль Руайе (фр. Henri Paul Royer; 22 января 1869[…], Нанси — 31 октября 1938, Нёйи-сюр-Сен) — французский художник академического направления.

## Жизнь и творчество
Родился в семье Жюля Руайе (1845—1900), владельца типографии в Нанси. Живописью увлекается с юных лет, учится в Школе изящных искусств в Нанси. Впервые выставляет свои работы в Салоне в Нанси. Родители, убедившись в способностях молодого художника, оплачивают его учебную поездку в Нидерланды. Уезжает Анри Руайе вместе со своим другом, тоже выпускником Школы изящных искусств Нанси, Эмилем Фрианом. Вернувшись из Голландии в 1889 году, художник живёт в Париже и в 1890 году продолжает своё образование в Академии Жюлиана, в классах Жюля-Жозефа Лефевра, Гюстава Буланже и Франсуа Фламенга. А. Руайе участвует в выставках в Парижском салоне; это преимущественно жанровые полотна, а также портреты и пейзажи. Автор портретов известных деятелей искусства и науки, политиков, дипломатов и представителей высшего общества конца XIX — начала ХХ столетий. В 1892 году он получает 3 тысячи франков премии Лемана за полотно «Сцены из жизни Бахуса», в 1898 — первый приз Парижского салона, дотируемый суммой в 10 тысяч франков, и золотую медаль на торжествах в честь коронации австрийского императора Франца-Иосифа в Вене. В 1900 году завоевал серебряную медаль на Всемирной выставке за картину «Во Фландрии, вечером».
В 1896 году вместе с семьёй приезжает в Бретань и здесь живёт и работает на протяжении многих лет. Автор многочисленных жанровых работ о жизни бретонцев. Для наилучшего отображения их быта изучал бретонский язык, старался в точности воспроизвести на своих картинах народные костюмы. Будучи ревностным католиком, писал также полотна, посвящённые религиозной тематике.
Преподавал в Академии Жюлиана в Париже и в Школе изящных искусств. Имел многочисленных учеников. С началом Первой мировой войны был призван в действующую армию, служил в 41-м пехотном полку. В ноябре 1915 года был награждён французским Военным крестом, в августе 1916 года был награждён вторично — британским Военным крестом. В ноябре 1916 года переведён в инженерные войска. В августе 1931 года становится офицером ордена Почётного легиона.

## Галерея

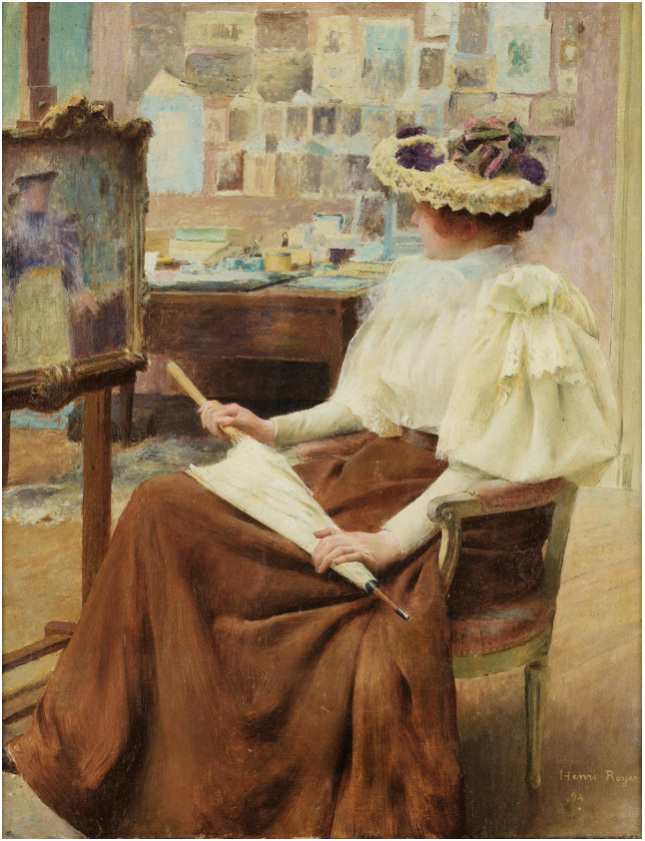
Дама в мастерской
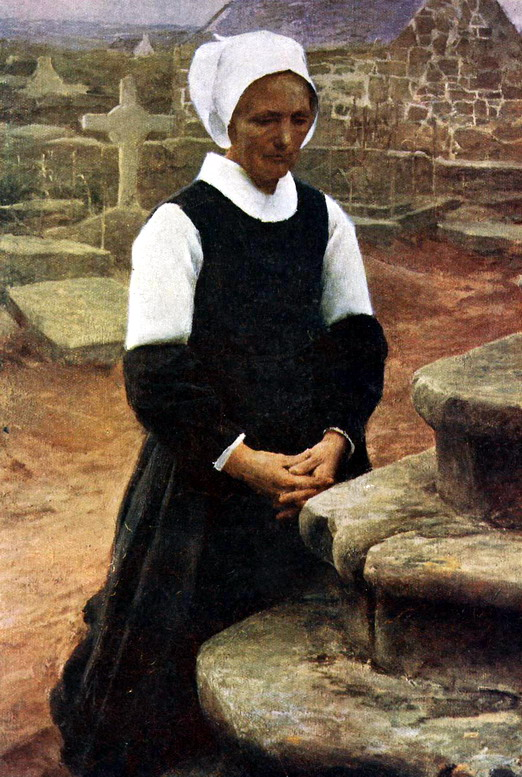
Крестьянка на кладбище
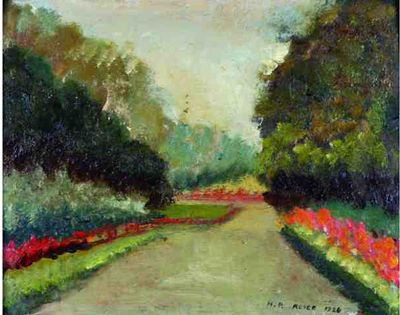
Дорога
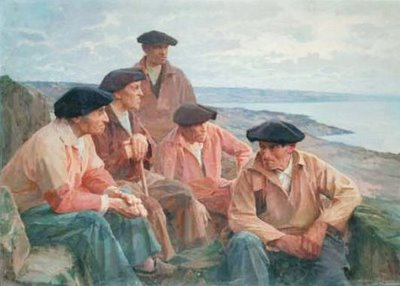
На морском берегу, Баскония
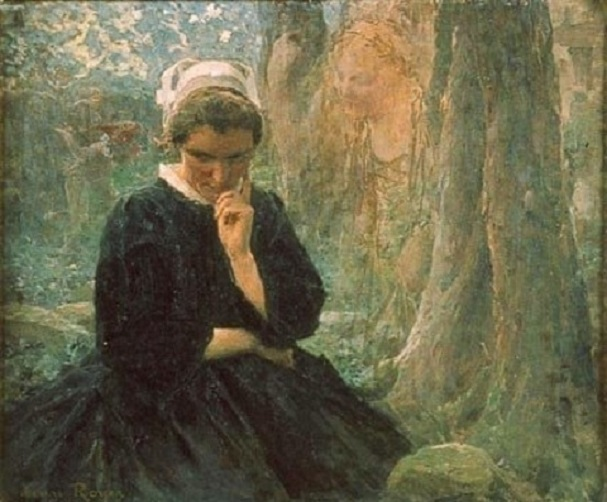
На волшебном лугу
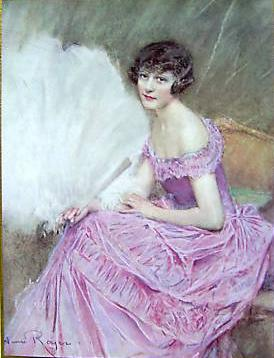
Портрет дочери (1897)